# Loverboy (canción de You Me at Six)
«Loverboy» es una canción de la banda británica de rock alternativo You Me at Six, lanzado a través de Virgin Records el 23 de septiembre de 2011 como el primer sencillo de su tercer álbum de estudio Sinners Never Sleep (2011). El sencillo alcanzó el puesto 39 en la lista de sencillos del Reino Unido, convirtiéndose en el tercer sencillo de la banda en el Top 40 del Reino Unido.

## Video musical
El video musical para acompañar el lanzamiento de "Loverboy" se lanzó por primera vez en YouTube el 29 de agosto de 2011, con una duración total de tres minutos y veintitrés. El clip, que se filmó durante 15 horas, muestra al grupo de rock con sede en Surrey bajo interrogatorio después de ser arrestado "por ser una banda". Josh Franceschi dijo: "Todo el concepto de nuestro álbum es estar bajo arresto... ya sea que se trate de un arresto corporal o no poder decir lo que quieres decir, cuando quieres decirlo. A lo largo del video, nos interrogan. por estos dos tipos... básicamente nos han arrestado por ser una banda".

## Posicionamiento en lista
| Lista (2011)                           | Posición |
| -------------------------------------- | -------- |
| Escocia (Scottish Singles Sales Chart) | 31       |
| Reino Unido (UK Singles Chart)         | 39       |